# Миркович, Бранко
Бранко Миркович (серб. Бранко Мирковић; род. 5 октября 1982, Белград) — сербский и болгарский баскетболист, игравший на позиции разыгрывающего защитника.

## Карьера
Играл в Болгарии с 2007 года и получил болгарское гражданство.
В сезоне 2013/2014 в Единой лиге ВТБ Миркович набирал 11,3 очка, 2,8 подбора и 5,0 передачи. В первенстве Белоруссии Бранко стал чемпионом страны и вошёл в первую символическую пятёрку турнира. Его статистика составила 13,1 очка, 3,3 подбора, 8,0 передач и 1,8 перехвата. По окончании сезона Бранко подписал с «Цмоки-Минск» новый 2-летний контракт.
В сезоне 2014/2015 Миркович стал обладателем Кубка Белоруссии. По итогам турнира Бранко был признан «Самым ценным игроком» и включён в символическую пятёрку.
8 марта 2015 года Миркович принял участие в «Матче звёзд» чемпионата Белоруссии, в котором он был признан «Самым ценным игроком».
6 марта 2016 года Миркович вновь принял участие в «Матче звёзд» чемпионата Белоруссии, а также принял участие в конкурсе трёхочковых бросков и стал его победителем. Сама игра для Бранко закончилась травмой. Углублённое медицинское обследование показало разрыв связок и вывих средней фаланги пятого пальца левой кисти.
В августе 2016 года Миркович покинул «Цмоки-Минск» и перешёл в «Орадю».
В феврале 2017 года Миркович перешёл в «Калев». В сезоне 2016/2017 Бранко стал чемпионом Эстонии, а также был признан «Самым ценным игроком» финальной серии плей-офф. Его средние показатели в 4 матчах финала составили 17,5 очка и 3,8 передачи.
17 февраля 2018 года Миркович принял участие в конкурсе трёхочковых бросков «Матча всех звёзд Единой лиги ВТБ» в Санкт-Петербурге, но выбыл в первом раунде.
В апреле 2019 года Миркович в третий раз стал чемпионом Эстонии и был признан «Самым ценным игроком» финальной серии плей-офф. В трёх решающих матчах он набирал в среднем 15 очков, 5,7 передач и 3,3 подбора.
8 мая 2019 года, в третьем матче 1/4 финала Единой лиги ВТБ против УНИКСа (84:96), Миркович стал самым возрастным игроком в истории плей-офф, который сумел оформить дабл-дабл. В возрасте 36 лет 9 месяцев и 3 дня Бранко записал на свой счёт 17 очков и 10 передач.
В сезоне 2018/2019 Миркович провёл 29 матчей в Единой лиге ВТБ и набирал 12,5 очков, 5,3 передачи и 2,6 подбора в среднем за игру.
В июле 2019 года Миркович вернулся в «Цмоки-Минск». В составе команды Бранко в четвёртый раз стал победителем Кубка Белоруссии и во второй раз был признан «Самым ценным игроком» турнира. В Кубке Европы ФИБА Миркович принял участие в 14 матчах и в среднем набирал 11,3 очка, 3 подбора и 4,5 передачи. В Единой лиге ВТБ провёл 19 матчей с показателями 11,2 очка, 1,5 подборе и 4,9 передачи.
В июне 2020 года Миркович перешёл в «Пено жвайгждес».
В феврале 2022 года Миркович был включён в Зал славы Единой лиги ВТБ.

## Достижения
- Чемпион Балканской лиги: 2008/09
- Бронзовый призёр Латвийско-эстонской баскетбольной лиги: 2018/19
- Чемпион Белоруссии (3): 2013/14, 2014/15, 2015/16
- Чемпион Болгарии: 2009/10
- Чемпион Эстонии (3): 2016/17, 2017/18, 2019
- Обладатель Кубка Белоруссии (4): 2013, 2014, 2015, 2019